# Besim Üstünel
Besim Üstünel né en 1927 à Gaziantep et mort le 2 juin 2015 à Istanbul, est un homme politique et universitaire turc.
Diplômé de la faculté d'économie de l'Université d'Istanbul en 1946, il fait son doctorat dans la même faculté. Il fait son post-doctorat à London School of Economics. Maître de conférences et puis professeur à la faculté des sciences politiques de l'Université d'Ankara (1959-1975) et à l'Académie des sciences commerciales et économiques d'Ankara, chef de département de la planification économique de l'Organisation de Planification d'État (DPT). 
Membre du parti républicain du peuple (CHP), avec Deniz Baykal, Turan Güneş, Ahmet Naki Yücekök et Haluk Ülman il crée un groupe des jeunes universitaires qui sont membres du CHP pour soutenir le président du CHP Bülent Ecevit. Il est élu sénateur d'Istanbul en 1975, ministre des finances (1977), il poursuit sa carrière sénatoriale jusqu'au coup d'état de 12 septembre 1980.
Il recommence à poursuivre sa carrière universitaire, professeur à la faculté de gestion de l'Université technique d'Istanbul et à la faculté des sciences économiques et administratives de l'Université Galatasaray.